# Mira Luoti

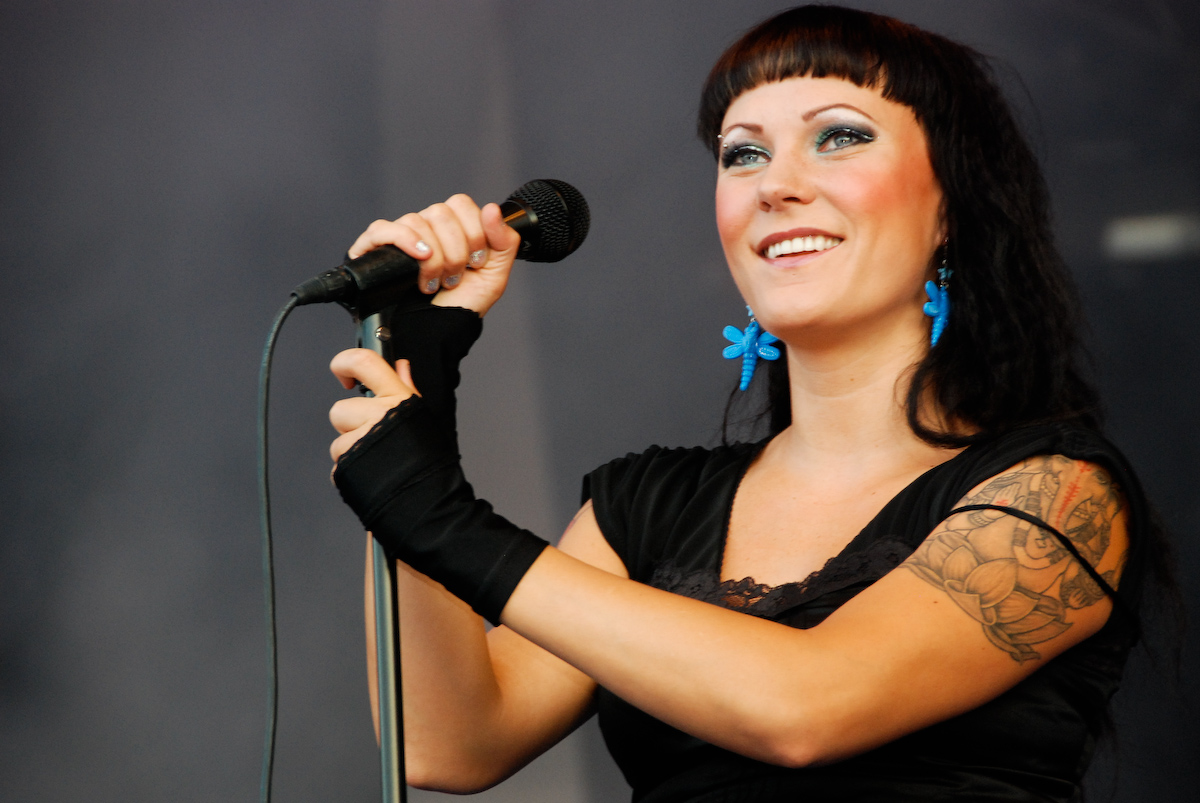
Mira Luoti (2007)

Mira Anna Maria Luoti (* 28. Februar 1978 in Pori, Finnland) ist eine finnische Sängerin, Schauspielerin und Poetin.

## Karriere
Beim Popstars-Casting 2002 lernte sie Paula Vesala kennen. Beide schieden kurz vor dem Finale aus und gründeten kurzerhand ihre eigene Band. Von Ende 2002 bis Oktober 2013 sang Mira in der Popgruppe PMMP.
Luoti war der Jurymitglied des finnischen Idole-Gesangswettbewerbs 2011 in Kuopios. Im Herbst 2013 richtete Luoti zusammen mit Elastinen und Krista Siegfrids den Gesangswettbewerb The Voice Kids-Finnland aus. Im Frühjahr 2015 nahm Luoti an der zweiten Staffel der Sendung Tähdet, tähdet teil, schied jedoch nach der dritten Runde aus dem Wettbewerb aus.
Im Januar 2016 veröffentlichte Luoti ihre erste Solo-Single „Under the Surface“. Im selben Jahr wurden die Singles „Talk to Me Crazy“, „Black Box“, „Suburban Song“, „Tunnel Vision“ und „It Drops into Darkness“ veröffentlicht. Am 16. September 2016 veröffentlichte Luoti ihr Album Tunnelivision, das sie zusammen mit Arto Tuunela gemacht hat.
Neben vielen Soundtracks, bei denen Mira Luoti in Filmen mitwirkte, hatte sie 2019 Dilemma feat. Mira Luoti: Kuuletko eine eigene Rolle. 2019 gründete sie mit Jouni Hynysen die Underground Army Band.

## Diskografie

### Alben
| Jahr | Titel        | Höchstplatzierung, Gesamtwochen, AuszeichnungChartsChartplatzierungen (Jahr, Titel, Platzierungen, Wochen, Auszeichnungen, Anmerkungen) | Anmerkungen |
| Jahr | Titel        | FI | Anmerkungen |
| ---- | ------------ | --- | ----------- |
| 2016 | Tunnelivisio | FI6 (2 Wo.)FI |             |

Weitere Alben
- Haureuden valtatiel (2019)

### Gastbeiträge
| Jahr | Titel Album | Höchstplatzierung, Gesamtwochen, AuszeichnungChartsChartplatzierungen (Jahr, Titel, Album, Platzierungen, Wochen, Auszeichnungen, Anmerkungen) | Anmerkungen           |
| Jahr | Titel Album | FI | Anmerkungen           |
| ---- | ----------- | --- | --------------------- |
| 2018 | Vastaaja    | FI17 (2 Wo.)FI | Aste feat. Mira Luoti |

## Filmografie (Soundtrack)
- 1977: Die Mumins
- 2003: Vieraalla maalla
- 2013: Suomi on ruotsalainen (Folge Kieli ja koulu)
- 2015–2016: SuomiLOVE  (2 Folgen)
- 2017: Napapiirin sankarit 3
- 2017: Rendel
- 2017: Tähdet, tähdet (Folge „Suomi-pop“)
- 2017: Posse (Folge Possen Roosa Nauha-ilta)
- 2018: HasBeen (Folge Buli ilta)
- 2018: Gaala (eine Folge)
- 2018–2019: Vain elämää (TV-Show, 13 Folgen)
- 2020: Posse (eine Folge)
- 2020: Joonas Nordman Show (eine Folge)
- 2020: Masked Singer Finnland